# Boge kyrka
Boge kyrka är en kyrkobyggnad på Gotland som tillhör Othem-Boge församling i Visby stift. Kyrkan ligger tillsammans med ett par gårdar på slätten invid Bogevik nära Slite samhälle.

## Kyrkobyggnaden
Kyrkan är uppförd av putsad kalksten och består av ett rakt avslutat avlångt kor med brant takfall, ett kvadratiskt långhus, vars flacka takfall nätt och jämnt når över korets taknock, samt ett slutet torn i väster. Tornspiran inrymmer även klockvåningen som öppnar sig med ljudgluggar skyddade av ett skärmtak. En kraftig strävpelare stöttar långhusets sydvästra hörn. Sydfasaden har två ingångar, en långhusportal med krönande gavelfält, vilken utgör huvudingång, och en korportal. En nu igensatt portal har funnits på långhusets norra sida. En sakristia är vidbyggd invid korets norra sida. I det inre täcks koret av ett valv, långhuset av fyra valv kring en mittkolonn och ringkammaren av ett valv. Sakristian har tunnvalv. Genom den vida triumfbågen bildar det breda koret och det kvadratiska långhuset ett sammanhängande kyrkorum.

## Historia
Koret, som har en ursprunglig trefönstergrupp i öster, och sakristian uppfördes vid 1200-talets mitt invid ett äldre långhus, vars gavel delvis har bevarats i den nuvarande triumfbågsväggen. Vid 1200-talets senare del uppfördes långhuset intill den äldre kyrkans västtorn. Detta torn rasade 1858 och rev med sig långhusvalven. Strax därpå uppmurades strävpelaren. Ett nytt torn i det gamlas ställe började uppföras från grunden 1867 och stod helt färdigt 1892. Den stora sydportalen med naturalistisk växtdekor tillfogades vid mitten av 1300-talet. Inredningen härrör i sin helhet från 1700-talet. De medeltida kalkmålningarna utgörs av en ursprunglig ornamental dekor i koret och figurativa målningar från 1400-talet i långhuset.
Kyrkan restaurerades 1925 av arkitekt Anders Roland, varvid långhusvalven återställdes. Valv- och väggmålningar togs fram 1958 och då konserverades även en del inventatarier.

## Inventarier
- Dopfunten av kalksten är från omkring 1250.

- Predikstolen är från 1737.
- Altaruppsatsen i sandsten är från omkring 1750.

### Orgel
- 1942 byggde E. A. Setterquist & Son Eftr., Örebro, en orgel med 11 stämmor fördelad på två manualer och pedal.
- Orgelverket byggdes 1988 av Septima Orgel AB i Umeå och har digital överföring. Orgeln finns bakom en fasad från 1942 års orgel. Orgeln är elektrisk och alla stämmor kan disponeras fritt på två manualer och pedal. Dessutom Dulcian 4' i pedalen och selektiv Subbas 16' i manual I.

| Huvudverk    | Svällverk       | Pedal | Koppel |
| Subbas 16’   | Rörflöjt 8’     |       | I/P    |
| Principal 8’ | Gemshorn 4’     |       | II/P   |
| Gedackt 8’   | Blockflöjt 2’   |       | II/I   |
| Oktava 4’    | Sesquialtera II |       | I 4'/I |
| Oktava 2'    | Dulcian 16'     |       |        |
| Mixtur III   | Dulcian 8'      |       |        |
|              | Tremulant       |       |        |

## Bildgalleri

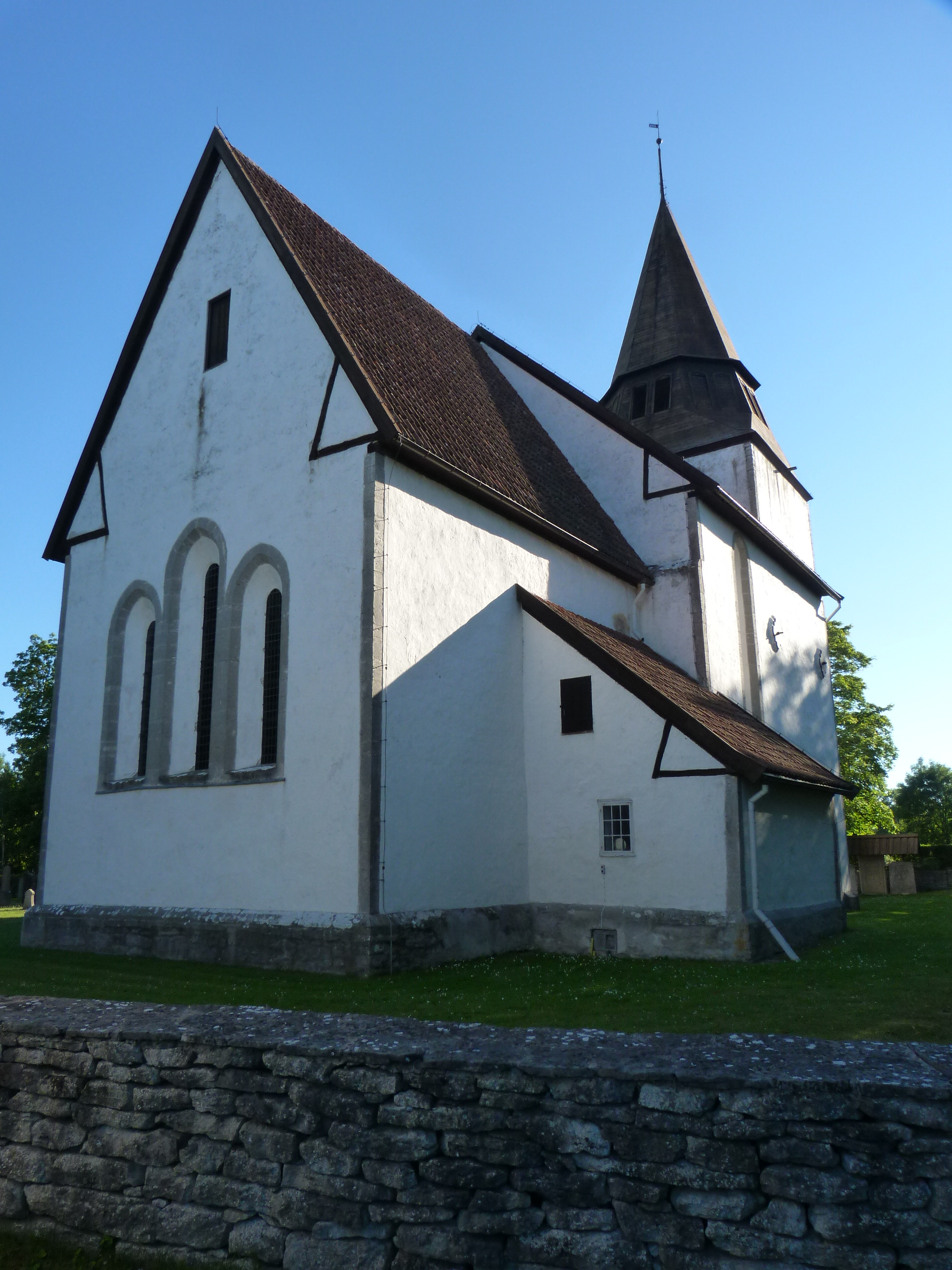
Kyrkanfrån nordöst
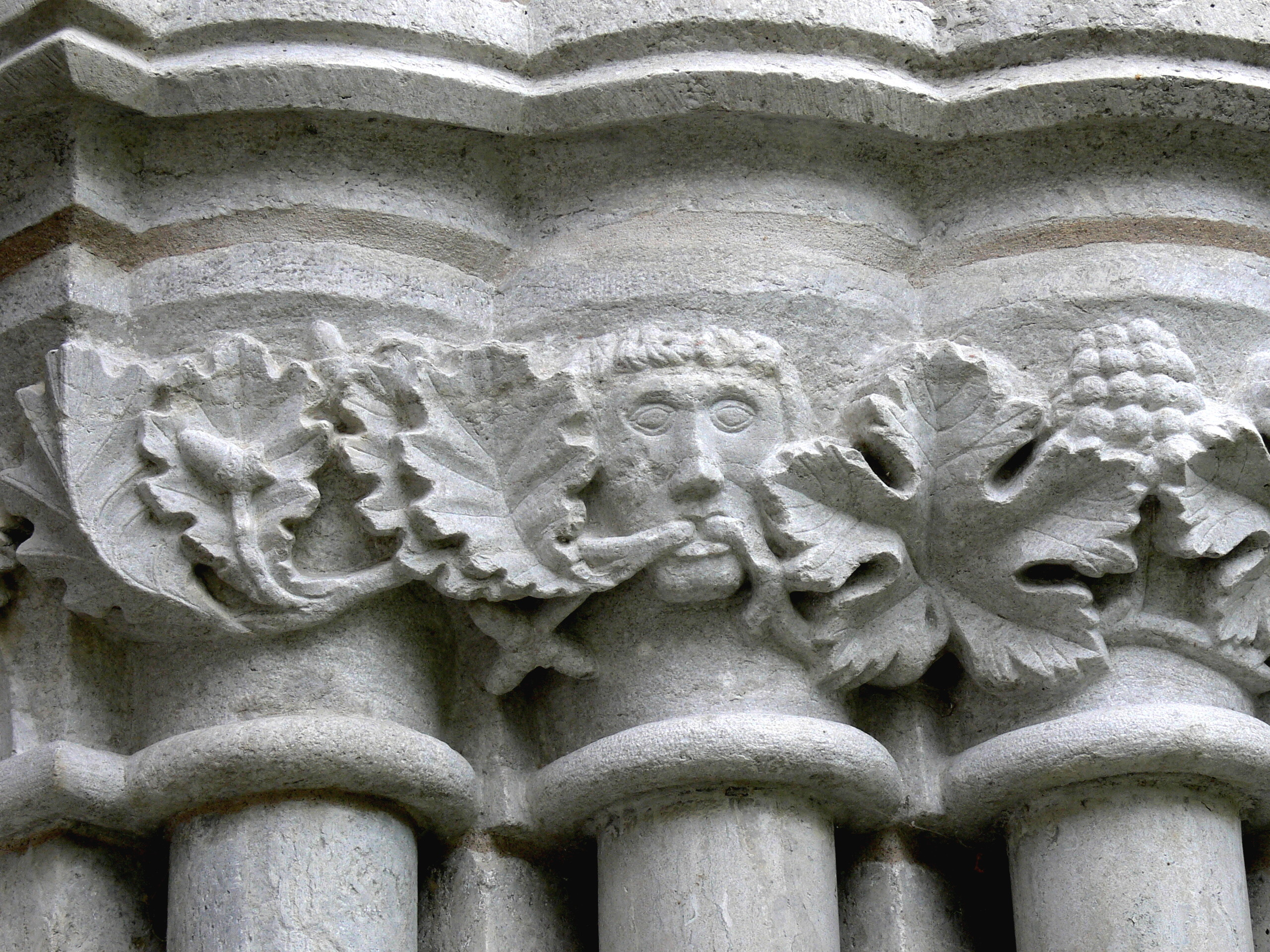
Kapitälband från södra portalen
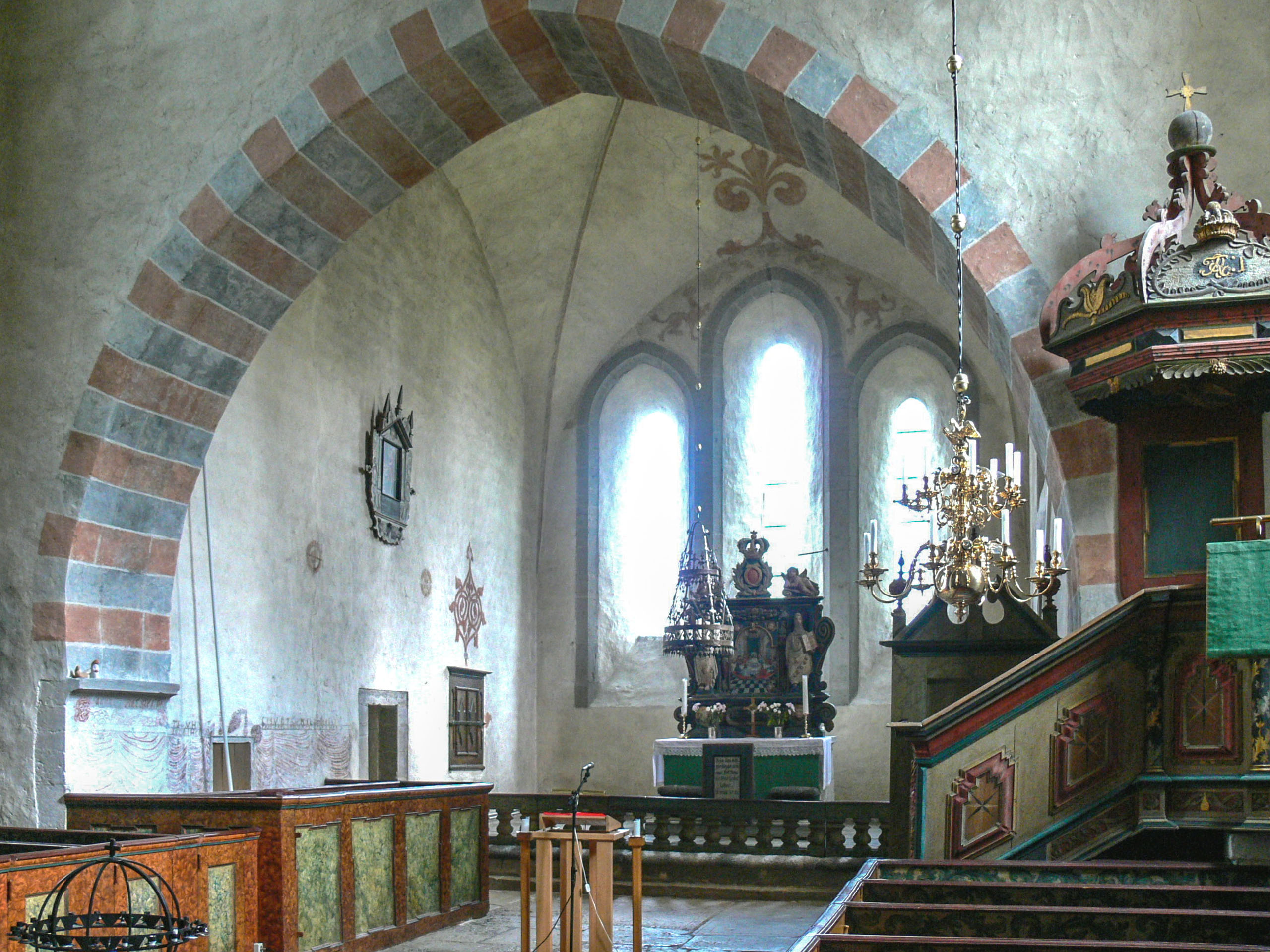
Interiör
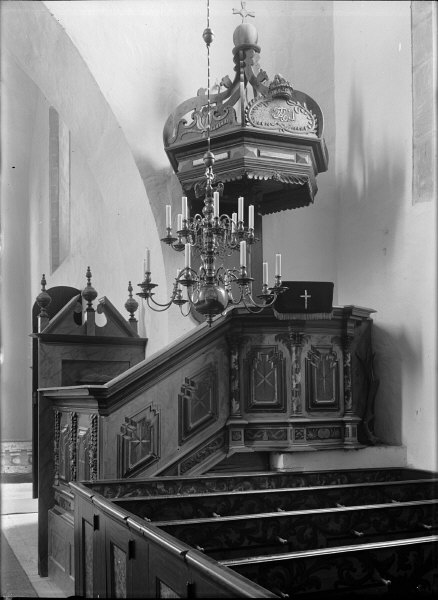
Predikstolen
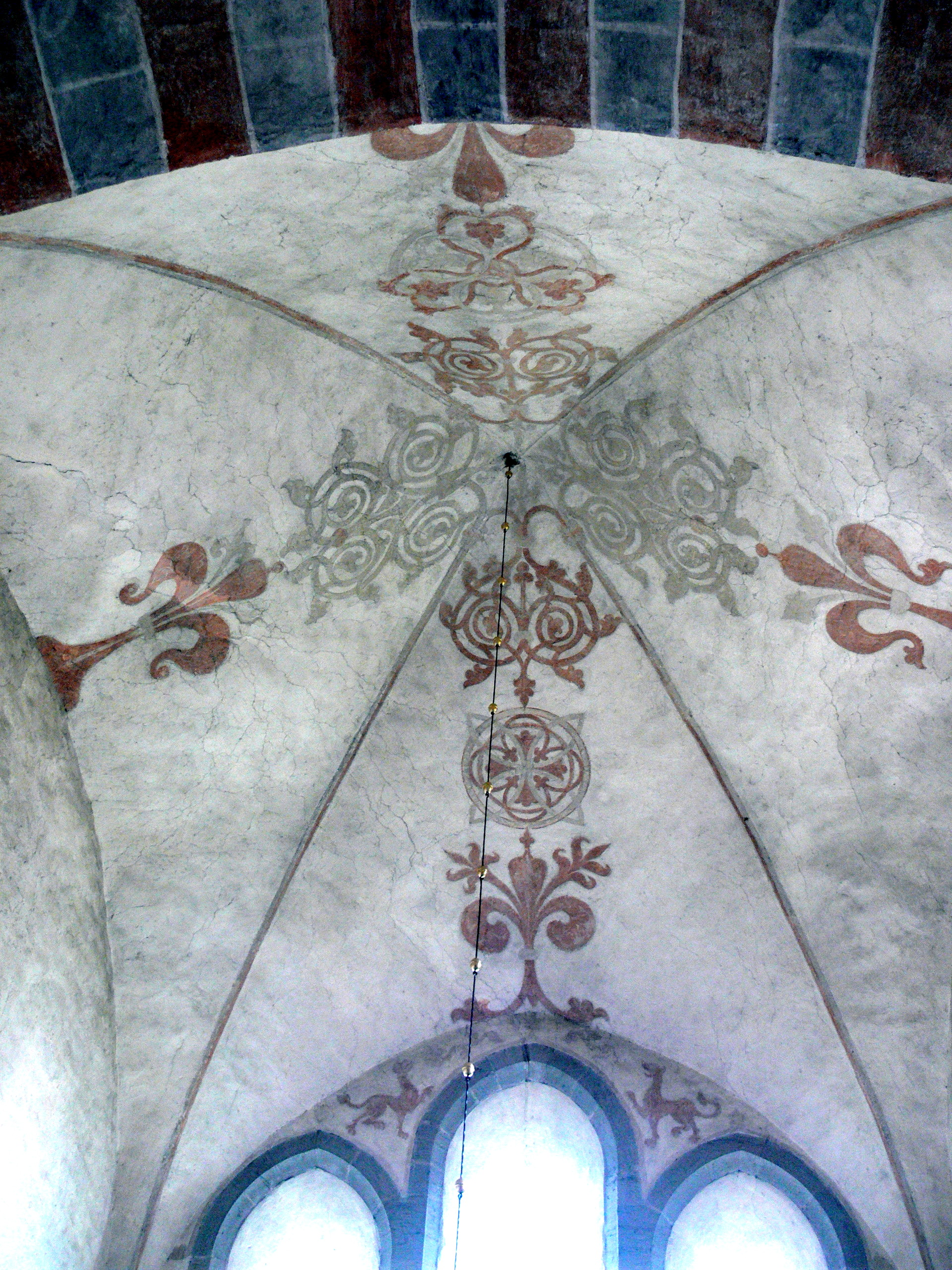
Dekor i kortaket
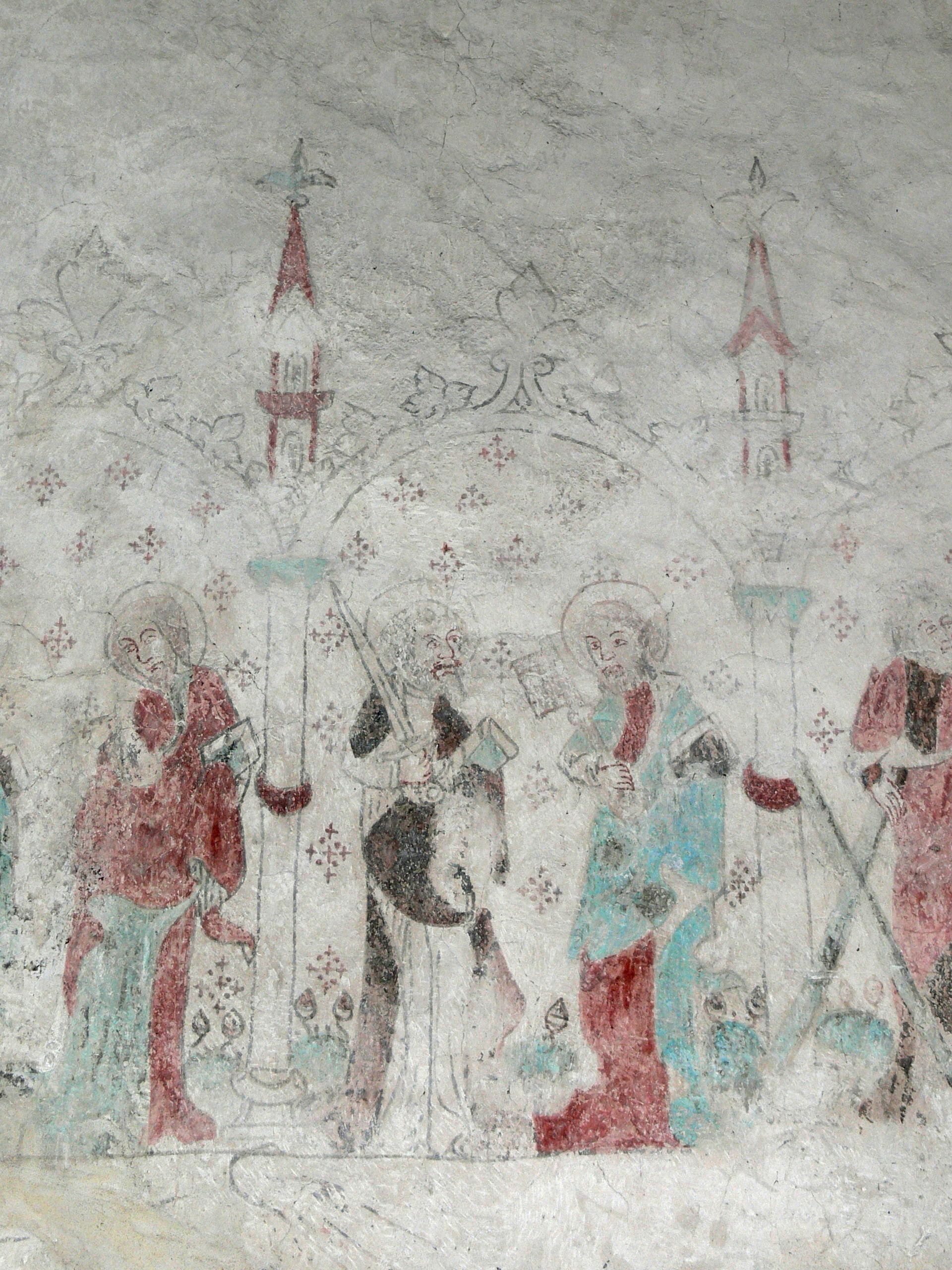
Passionsfris
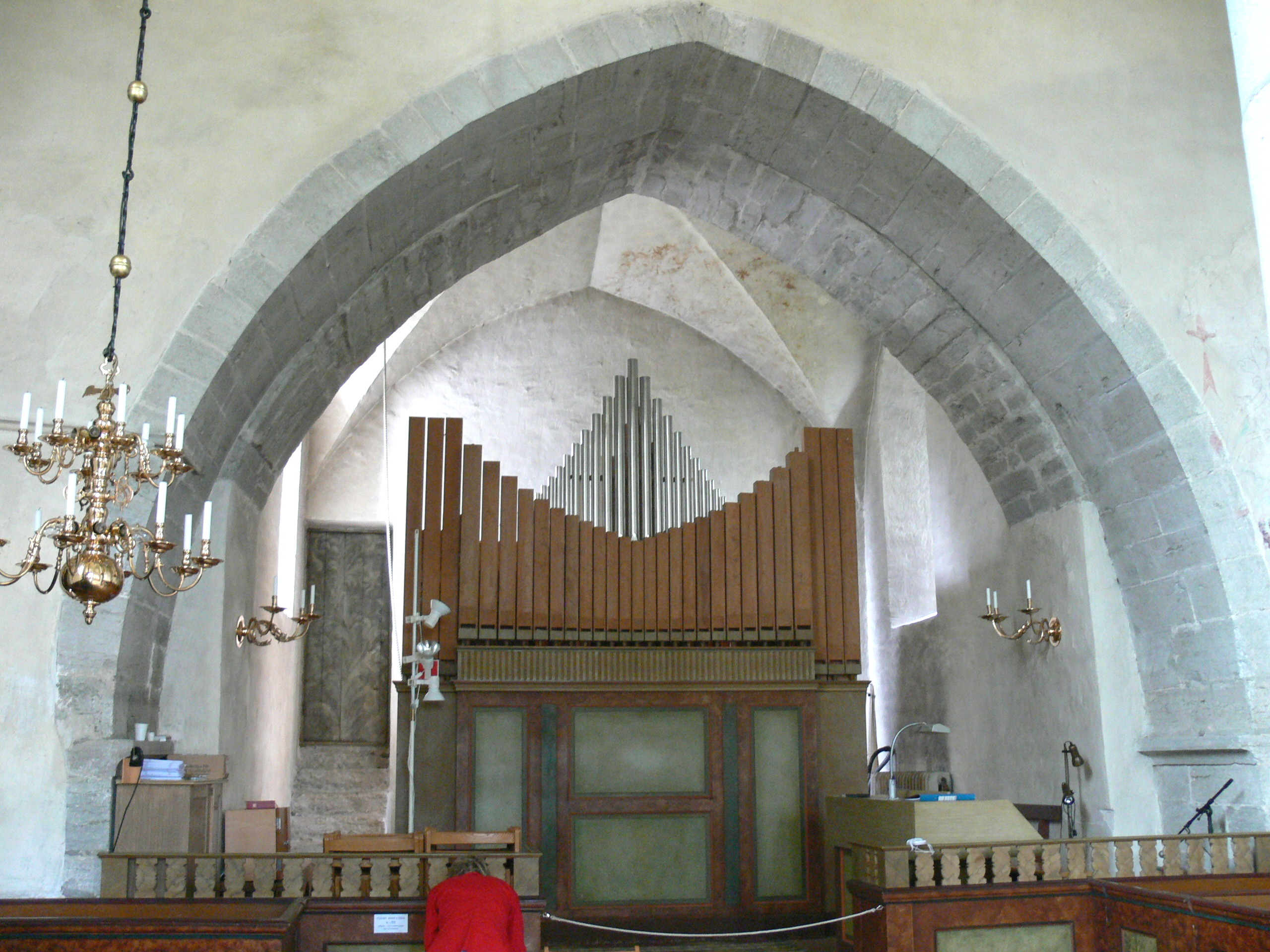
Orgeln